# Thiosemicarbazid
Thiosemicarbazid ist eine chemische Verbindung und ein Hemihydrazin-Derivat des Thioharnstoffs.

## Gewinnung und Darstellung
Es kann durch Erhitzen einer wässrigen Lösung von Ammoniumthiocyanat mit Hydraziniumsulfat und Natriumhydroxid hergestellt werden.

## Eigenschaften
Die Verbindung zersetzt sich oberhalb des Schmelzpunktes stark exotherm. Die mittels DSC bestimmte Zersetzungsenthalpie beträgt −770 kJ·kg−1 bzw. −70,1 kJ·mol−1.

## Verwendung
Thiosemicarbazid wird als Antioxidans, Korrosionsinhibitor, Stabilisator in der Photographie und als Rohstoff zur Herstellung von Pharmaka (Tuberkulostatikum Thioacetazon und Virostatikum Methisazon) verwendet. Einer der Väter dieses Medikaments ist Gerhard Domagk, der 1950 das Buch Chemotherapie der Tuberkulose mit den Thiosemikarbazonen herausgab. Der Landeswohlfahrtsverband Hessen (LWV) stellte im April 2024 in einer Vorabberichterstattung über eine von ihm 2020 in Auftrag gegebene Studie fest, dass der Kinderarzt Catel  „zusammen mit dem Labormediziner Dr. Gerhard Domagk mit einer Versuchsreihe zur Erprobung eines neu entwickelten Präparats zur Chemotherapie der Tuberkulose begann. Das dabei verabreichte Medikament TB I 698, das später nur für Erwachsene als Conteben auf den Markt kam, habe bei mindestens vier Kindern zum Tod geführt.“ Bei dem erwähnten Präparat TB I 698 handelt es sich um Thiosemicarbazone.